# Museu Australiano

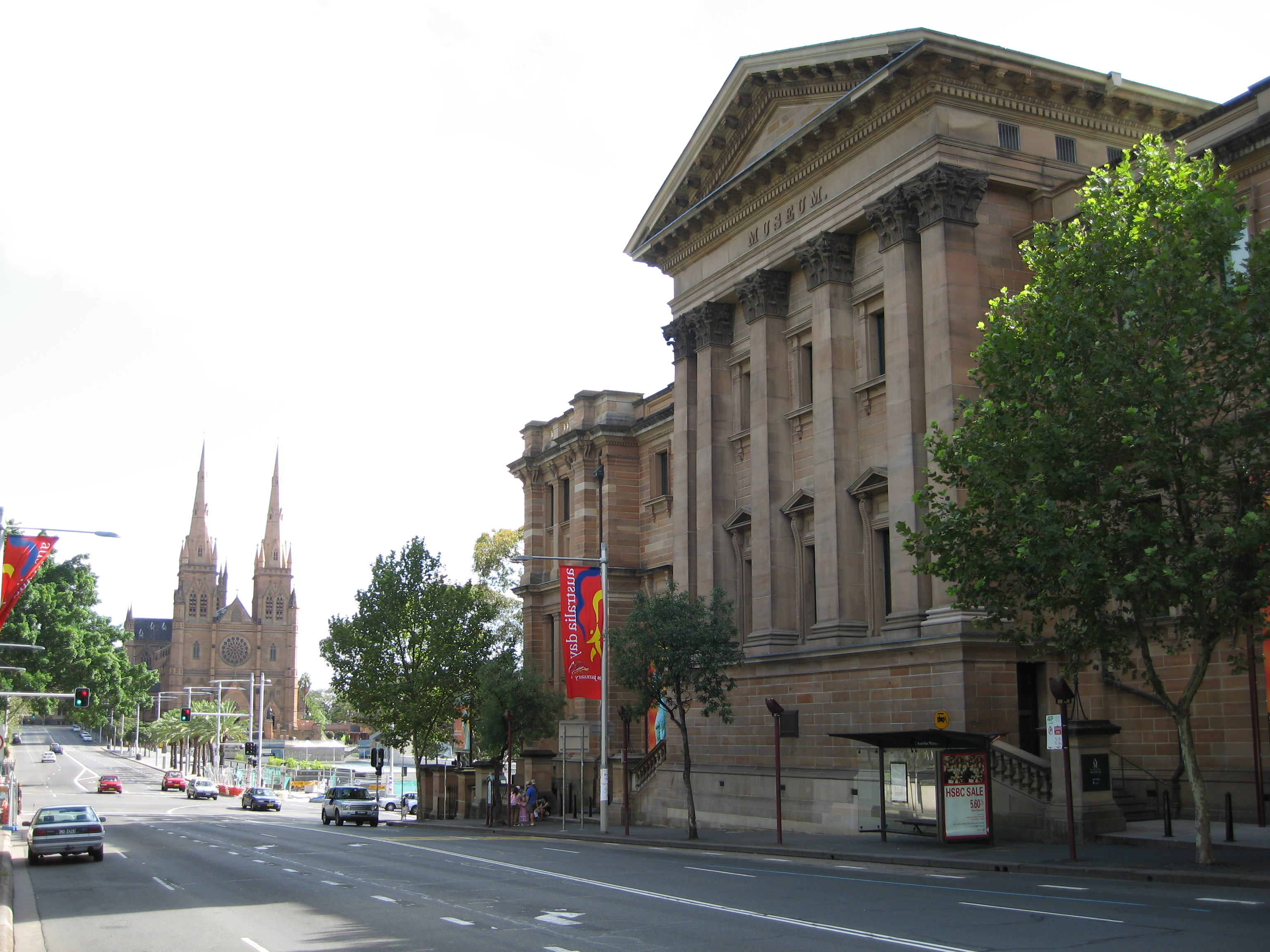
Museu Australiano, em Sydney

O Museu Australiano (em inglês:  Australian Museum) é o museu mais antigo da Austrália, com uma reputação internacional nos campos de história natural e antropologia. Apresenta coleções de zoologia de vertebrados e invertebrados, assim como mineralogia e paleontologia.
Está localizado na College Street, em Sydney e foi originalmente conhecido como Museu Colonial ou Museu de Sydney. O museu foi renomeado em junho de 1836 por uma reunião de sub-comitê.